# 芭芭拉·切卡拉
芭芭拉·切卡拉（德語：Barbara Czekalla，1951年11月7日—），德国女子排球运动员。她曾代表东德参加1976年和1980年夏季奥林匹克运动会排球比赛，其中1980年奥运会获得一枚银牌。